# Ain’t Nothin’ Goin’ On But The Rent ’93
Az Ain’t Nothin’ Goin’ On But The Rent ’93 című dal az amerikai Gwen Guthrie 1986-ban megjelent dalának 1993-ban megjelent remixe. A dal az angol kislemezlista 42. helyéig jutott.[forrás?]

## Megjelenések
CD Single  Polydor – PZCD 276
1. Ain’t Nothin’ Goin’ On But The Rent (7 Remix) 3:25 Remix – Nigel Wright

1. Ain’t Nothin’ Goin’ On But The Rent (Original 7 Mix) 3:36
2. Ain’t Nothin’ Goin’ On But The Rent (12 Remix) 5:49 Remix – Nigel Wright
3. Ain’t Nothin’ Goin’ On But The Rent (Original 12 Mix) 5:55
4. Ain’t Nothin’ Goin’ On But The Rent (E-Lustrious Remix) 6:55 Remix – E-Lustrious

## Slágerlista
| 1993 | Ain’t Nothin’ Goin’ On But The Rent ’93 | - | - | 42 |